# Gisozi (Burundi)
Pour les articles homonymes, voir Gisozi.
Gisozi est une commune de la province de Mwaro, au Burundi. Cette commune fait partie des six communes de la province Mwaro avec Ndava, Nyabihanga, Bisoro, Kayokwe et Rusaka.

## Géographie
Gisozi est une localité du centre du Burundi et le chef-lieu de la commune du même nom. Elle est située dans la province de Mwaro, au sud-est de Bujumbura et au sud-ouest de Gitega.

## Économie
L'économie de la commune Gisozi repose principalement sur l'agriculture. 

### Station Régionale de Recherche de Gisozi (SRRG)
Gisozi possède une station Régionale de Recherche (SRRG) de l'ISABU qui est une Institution nationale sous la tutelle du Ministère de l’Environnement, de l'agriculture et de l’Élevage.  L'institution a comme mandat la recherche agricole afin de fournir aux agriculteurs burundais un matériel animal et végétal performant ainsi que des technologies accompagnatrices appropriées.
La Station Régionale de Recherche de Gisozi (SRRG) est située dans la région naturelle de Mugamba plus précisément de la commune Gisozi en province de Mwaro.
Cette dernière est limitée à l’Ouest par la commune Mukike au Nord-Ouest par la commune Kayokwe, au sud-ouest par la commune Mugamba située en province Bururi. Elle est à une altitude comprise entre 2150-2 175 m et s’étend sur une superficie de 353 hectares avec 140 hectares de forêts. Les précipitations moyennes s'élèvent à 1 491 mm sur 50 ans (1931-1980) avec une température moyenne annuelle s’élevant à 16°c.

### Tourisme
Située au cœur de la province de Mwaro, la commune de Gisozi offre un paysage tranquille et expressif, propice à la détente et à la découverte de la nature. Parmi ses trésors se trouve un endroit particulier, appelé Kwa Siri, un bistrot situé au sommet de la colline Buburu offre au visiteur une expérience culinaire locale.
Kwa Siri est réputé pour son poulet bio et pour son cadre de détente en plein air. Situé à proximité du centre de recherche de l'Isabu de Gisozi, l'endroit offre une vue panoramique sur la nature environnante, avec ses vastes étendues d'herbe verte et ses hauts arbres centenaires qui entourent le lieu.
L'accès se fait depuis le rond-point de Mwaro, via la route en direction du Commissariat provincial de la police ou de l'hôtel Iteka, puis vers Gatare et ensuite Gisozi. La route en terre battue est en très bon état jusqu'à Kwa Siri.